# Stenus
Stenus är ett släkte av skalbaggar som beskrevs av Pierre André Latreille 1796. Stenus ingår i familjen kortvingar.

## Bildgalleri

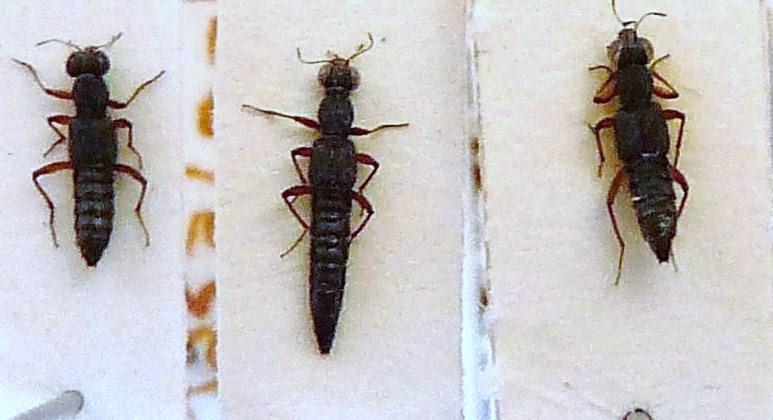
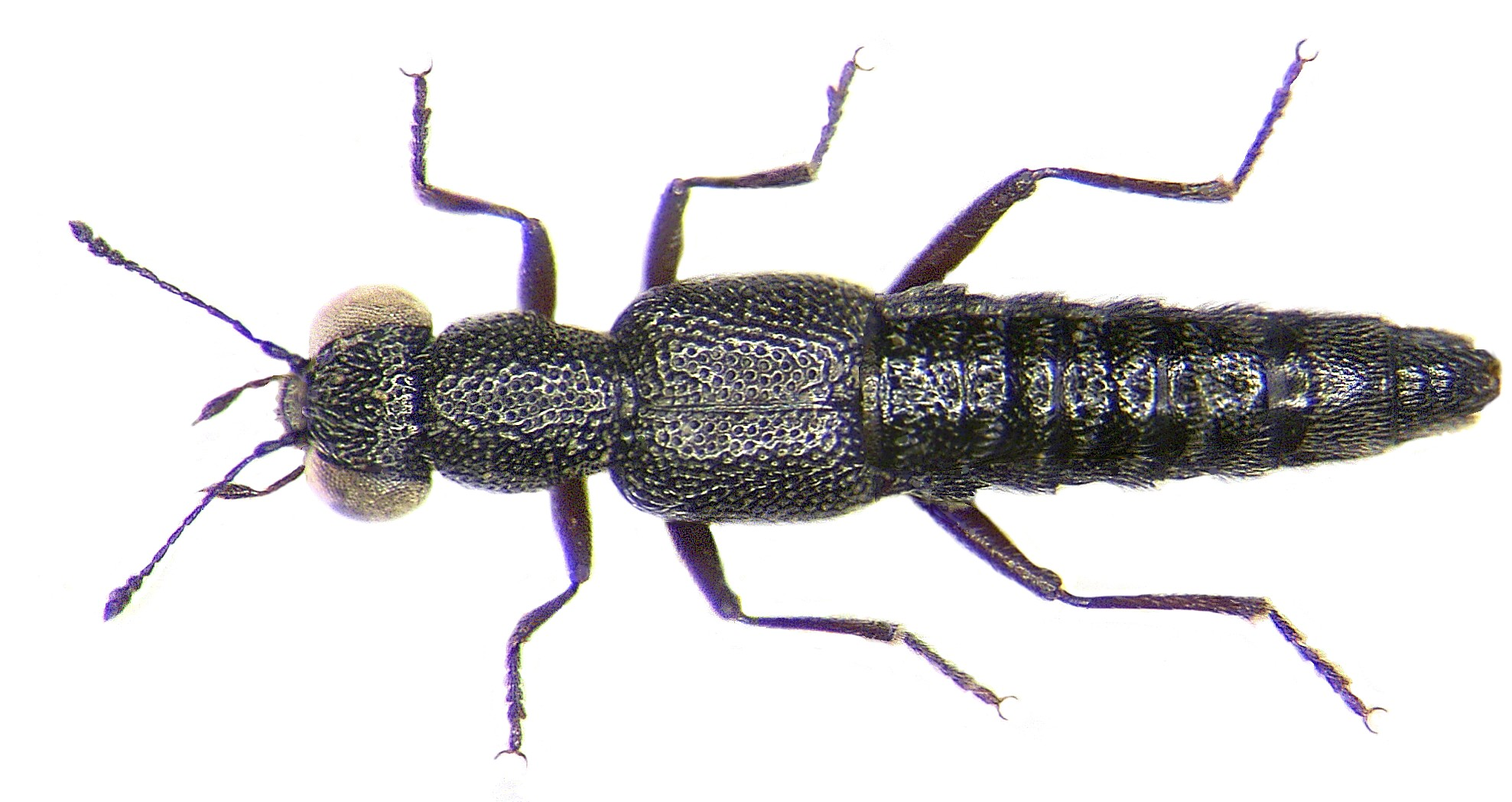
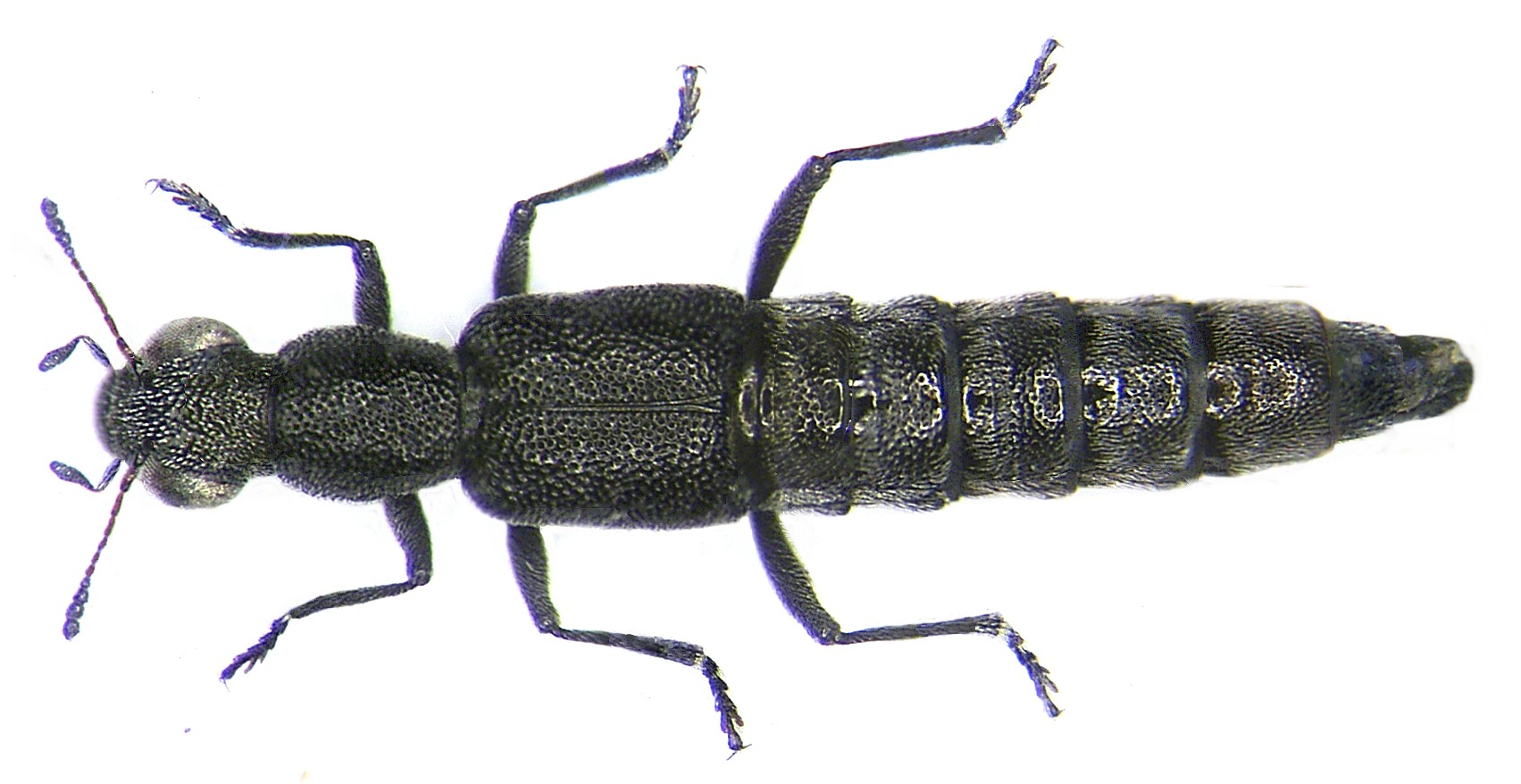
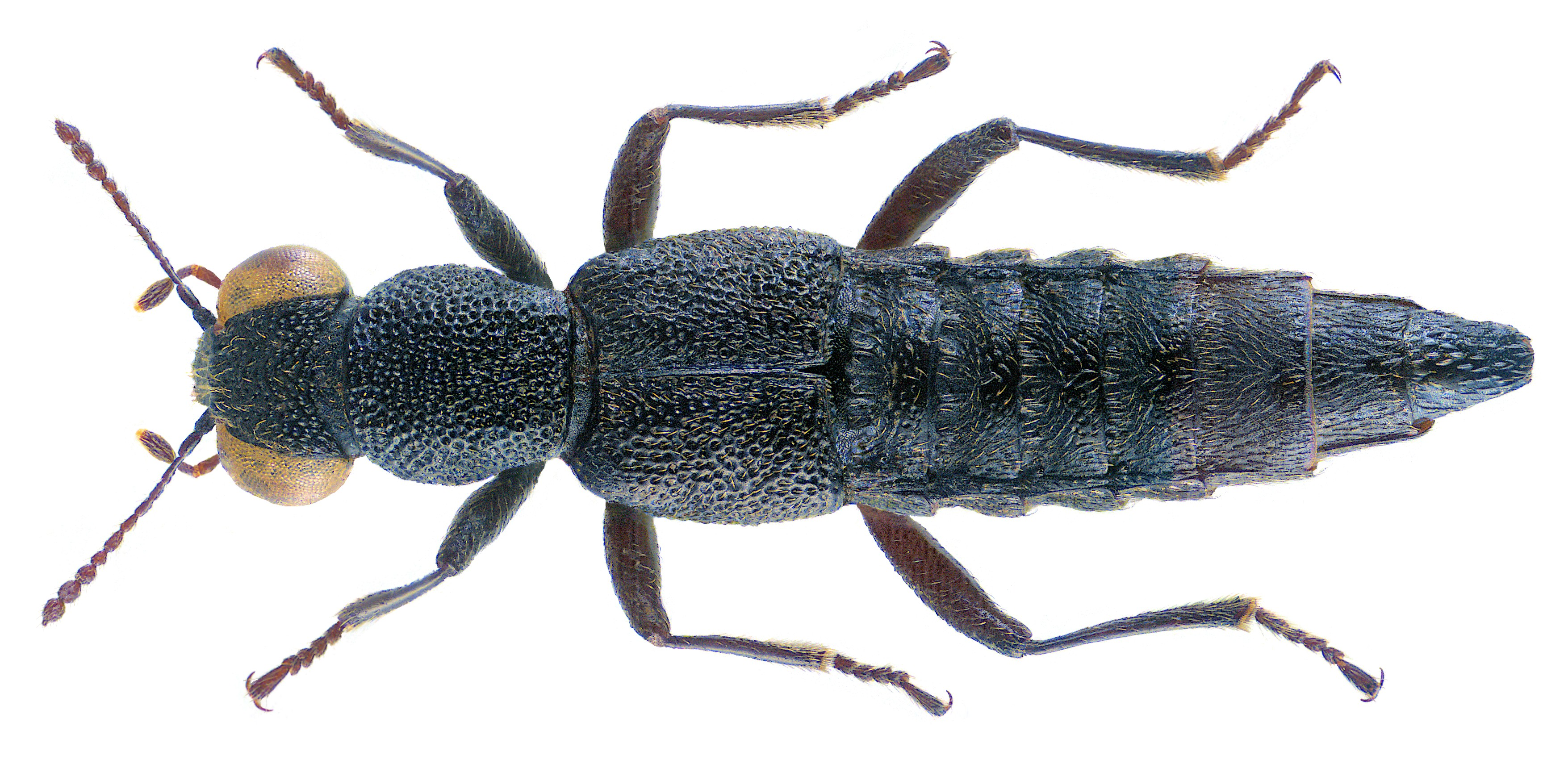
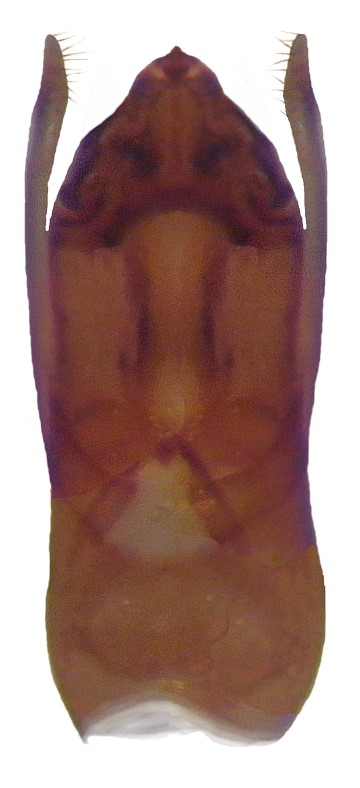
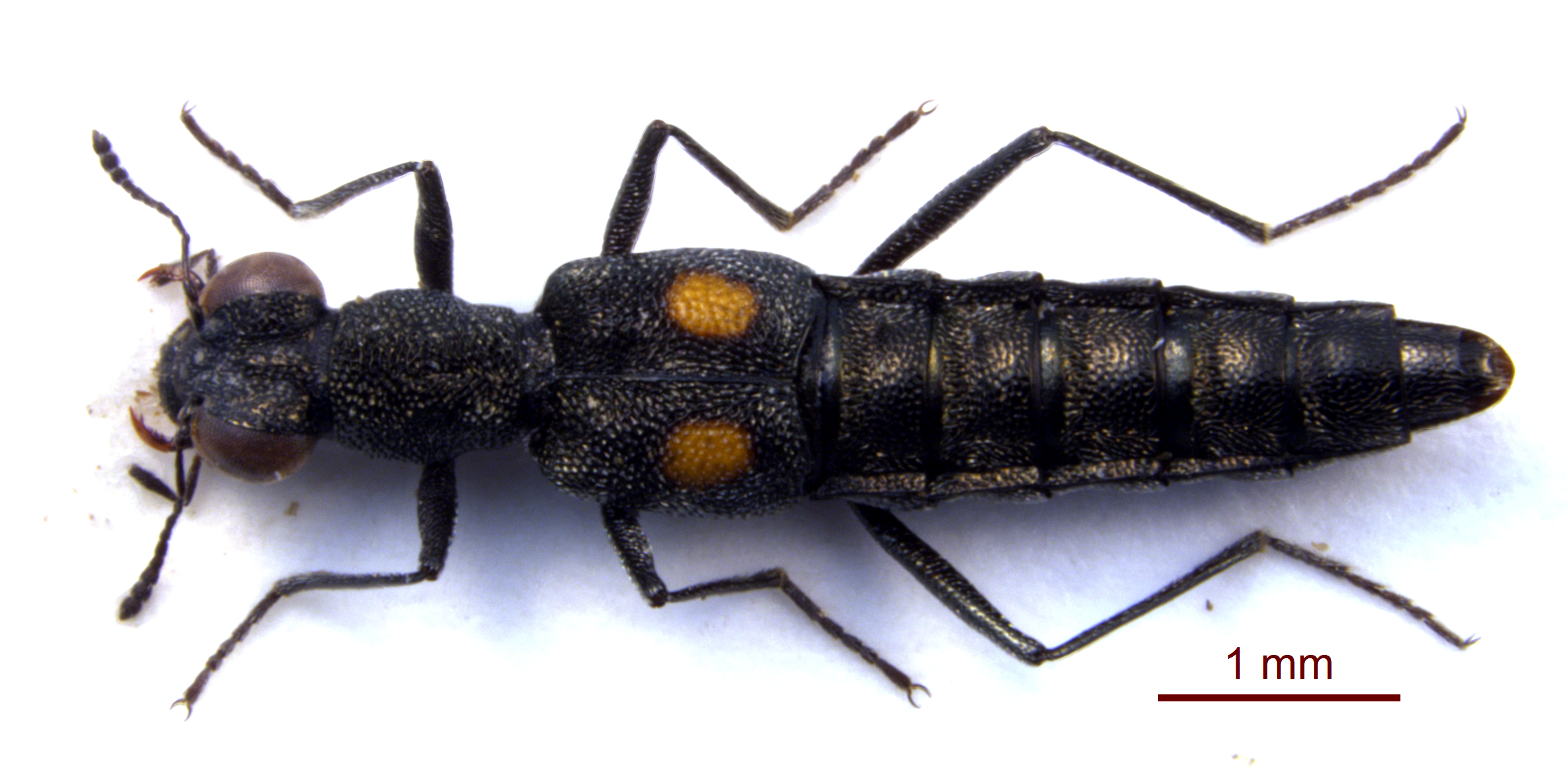

## Dottertaxa tillStenus, i alfabetisk ordning[1][2]
- Stenus adelops
- Stenus adspector
- Stenus advona
- Stenus ageus
- Stenus agnatus
- Stenus alacer
- Stenus alpicola
- Stenus alveolatus
- Stenus amabilis
- Stenus amicus
- Stenus amplificatus
- Stenus ampliventris
- Stenus angustus
- Stenus animatus
- Stenus annularis
- Stenus arculus
- Stenus argus
- Stenus arizonae
- Stenus artus
- Stenus assequens
- Stenus ater
- Stenus aterrimus
- Stenus atratulus
- Stenus audax
- Stenus austini
- Stenus bakeri
- Stenus bifoveolatus
- Stenus biguttatus
- Stenus bilentigatus
- Stenus bilineatus
- Stenus bimaculatus
- Stenus binotatus
- Stenus bipunctatus
- Stenus bohemicus
- Stenus boops
- Stenus brunnipes
- Stenus caenicolus
- Stenus calcaratus
- Stenus californicus
- Stenus callosus
- Stenus canadensis
- Stenus canaliculatus
- Stenus capucinus
- Stenus carbonarius
- Stenus cariniceps
- Stenus carinicollis
- Stenus carolinae
- Stenus carolinus
- Stenus cautus
- Stenus chalybacus
- Stenus chapini
- Stenus cicindeloides
- Stenus circularis
- Stenus clavicornis
- Stenus colon
- Stenus colonus
- Stenus comma
- Stenus confusus
- Stenus convictor
- Stenus corvus
- Stenus costalis
- Stenus crassus
- Stenus croceatus
- Stenus cubanus
- Stenus cubensis
- Stenus curops
- Stenus curtus
- Stenus cxilis
- Stenus decuctor
- Stenus delawarensis
- Stenus dispar
- Stenus dissentiens
- Stenus dives
- Stenus dolosus
- Stenus dyeri
- Stenus edax
- Stenus ellipticus
- Stenus eriensis
- Stenus erythropus
- Stenus eumerus
- Stenus europaeus
- Stenus exasperatus
- Stenus excubitor
- Stenus exploratus
- Stenus falli
- Stenus fasciculatus
- Stenus femoratus
- Stenus flavicornis
- Stenus flavipalpis
- Stenus flavipes
- Stenus floridanus
- Stenus formicetorum
- Stenus fornicatus
- Stenus fossulatus
- Stenus fraternus
- Stenus frigidus
- Stenus fulvicornis
- Stenus fulvoguttatus
- Stenus fuscicornis
- Stenus fuscipes
- Stenus gallicus
- Stenus gemmeus
- Stenus geniculatus
- Stenus gibbicollis
- Stenus gilae
- Stenus glabellus
- Stenus glacialis
- Stenus gratriosus
- Stenus gravidus
- Stenus guttula
- Stenus haitiensis
- Stenus hirsutus
- Stenus hispaniolus
- Stenus hubbardi
- Stenus humilis
- Stenus hyperboreus
- Stenus immarginatus
- Stenus impressus
- Stenus incanus
- Stenus incortus
- Stenus incrassatus
- Stenus incultus
- Stenus indigens
- Stenus ingratus
- Stenus inornatus
- Stenus insignis
- Stenus integer
- Stenus intermedius
- Stenus intrusus
- Stenus juno
- Stenus juvencus
- Stenus kiesenwetteri
- Stenus kolbei
- Stenus kongsbergensis
- Stenus labilis
- Stenus laetulus
- Stenus latifrons
- Stenus latipennis
- Stenus leviceps
- Stenus limatulus
- Stenus longipes
- Stenus longitarsis
- Stenus lucens
- Stenus luctuosus
- Stenus luculentus
- Stenus ludyi
- Stenus lugens
- Stenus lustrator
- Stenus lutzi
- Stenus maritimus
- Stenus megalops
- Stenus melanarius
- Stenus melanopus
- Stenus mendax
- Stenus mendicus
- Stenus meridionalis
- Stenus militaris
- Stenus minor
- Stenus montanus
- Stenus monticola
- Stenus morio
- Stenus mundulus
- Stenus murphyanus
- Stenus mutchieri
- Stenus nanus
- Stenus neglectus
- Stenus nigritulus
- Stenus nimbosus
- Stenus nitens
- Stenus nitescens
- Stenus nitidiusculus
- Stenus niveus
- Stenus noctibagus
- Stenus noctivagus
- Stenus obstrusus
- Stenus occidentalis
- Stenus ochropus
- Stenus odius
- Stenus ogenus
- Stenus opticus
- Stenus oscillator
- Stenus pacificus
- Stenus pallipes
- Stenus pallitarsis
- Stenus palposus
- Stenus palustris
- Stenus papagonis
- Stenus parallclopipedus
- Stenus parallelus
- Stenus pauper
- Stenus pauperculus
- Stenus perexilis
- Stenus personatus
- Stenus pertinax
- Stenus pettiti
- Stenus picipennis
- Stenus picipes
- Stenus pinguis
- Stenus placidus
- Stenus plicipennis
- Stenus pluto
- Stenus pollens
- Stenus proditor
- Stenus providus
- Stenus pterobrachys
- Stenus pubescens
- Stenus pudicus
- Stenus pugentensis
- Stenus pumilio
- Stenus punctatus
- Stenus punctiger
- Stenus pusillus
- Stenus ranops
- Stenus renifer
- Stenus retrusus
- Stenus rugifer
- Stenus ruralis
- Stenus sayi
- Stenus scabiosus
- Stenus scabriculus
- Stenus schwarzi
- Stenus scrutator
- Stenus sculptilis
- Stenus sectator
- Stenus sectilifer
- Stenus semicolon
- Stenus serupeus
- Stenus shoshonis
- Stenus similiatus
- Stenus similis
- Stenus simplex
- Stenus solutus
- Stenus sphaerops
- Stenus strandi
- Stenus strangulatus
- Stenus stygicus
- Stenus subarcticus
- Stenus subdepressus
- Stenus subtilis
- Stenus suspectus
- Stenus sylvester
- Stenus tacomae
- Stenus tahoensis
- Stenus tarsalis
- Stenus tenuis
- Stenus terricola
- Stenus teter
- Stenus texanus
- Stenus torus
- Stenus trajectus
- Stenus tristis
- Stenus tuberculatus
- Stenus umbratilis
- Stenus utenis
- Stenus vacuus
- Stenus venustus
- Stenus verticosus
- Stenus vespertinus
- Stenus vestalis
- Stenus vexatus
- Stenus vicinus
- Stenus villosus
- Stenus vinnulus
- Stenus virginiae
- Stenus vista
- Stenus zunicus